# 박진혁 (해커)

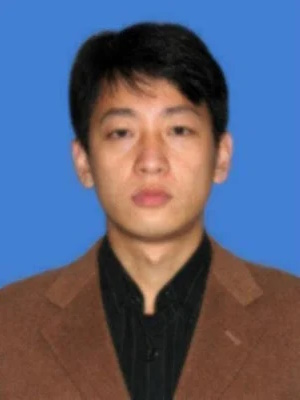

박진혁은 북한의 프로그래머이자 해커이다. 그는 역사상 가장 비용이 많이 드는 컴퓨터 침입에 연루된 것으로 가장 잘 알려져 있다. 박진혁은 FBI의 수배자 명단에 올라 있다. 북한은 그의 존재를 부인하고 있다.

## 생애 및 경력

### 어린 시절
박진혁은 평양시 김책공업종합대학에 다녔다. 그는 과거 중국을 방문해 북한 정찰총국을 대신해 수행한 활동 외에도 북한 기업 '조선엑스포'에서 IT 업무를 수행한 바 있다.

### 라자루스 그룹과 컴퓨터 해킹

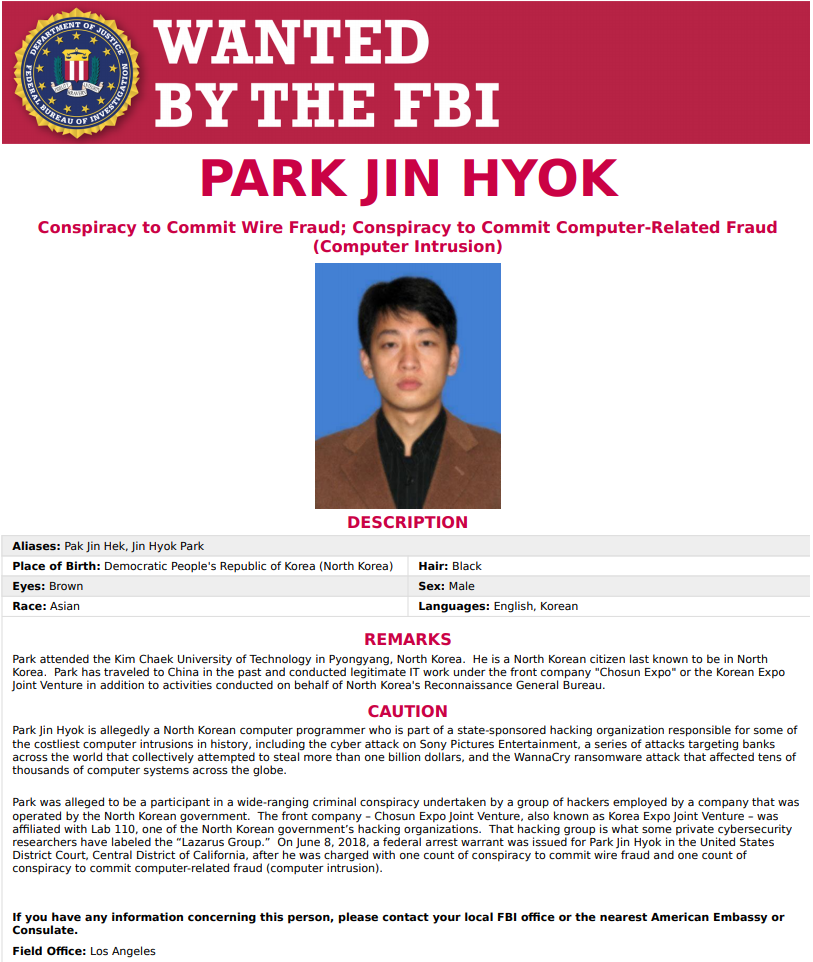
FBI의 수배 공지

박진혁은 북한 정부가 지원하는 해킹팀 '라자루스 그룹(APT 38)'의 일원으로 북한 정부 위장회사인 조선엑스포합작회사(일명 코리아엑스포합작회사)에서 근무하며 대북 지원 활동을 펼쳤다. 해당 기업은 북한의 군사정보기관인 110연구소에 소속되어 있다. 엑스포합작회사는 중화인민공화국과 북한에 사무소를 두고 있다.

#### 소니 픽처스 해킹
2014년 11월, 공모자들은 CIA 스파이에 의한 북한 지도자 암살을 그린 정치 액션 코미디 영화 '디 인터뷰'에 대한 보복으로 소니 픽처스 엔터테인먼트에 파괴적인 공격을 감행했다. 북한은 해킹 의혹을 부인했다.

#### 워너크라이 랜섬웨어 공격
미국 법무부는 2017년 워너크라이 랜섬웨어 공격 혐의로 박진혁와 라자루스 그룹의 다른 구성원들을 기소했다. 이 랜섬웨어는 로컬 네트워크의 다른 취약한 장치로 확산된 후 피해자의 컴퓨터에 있는 파일을 암호화하는 랜섬웨어를 확산시켰다. 손상된 컴퓨터에 액세스가 가능하게 된다. 그런 다음 피해자가 파일을 복구할 수 있도록 암호 해독 키를 대가로 암호화폐 형태로 몸값을 지불하도록 요청한다. 이 공격은 영국의 NHS를 감염시켜 컴퓨터 시스템이 작동하지 않아 수천 건의 약속이 취소되는 사건을 포함하여 전 세계 수많은 기업과 조직에 영향을 미쳤다.

## 같이 보기
- 라자루스 그룹
- 3·20 전산 대란
- 7·7 DDoS 공격
- 소니 픽처스 엔터테인먼트 해킹 사건
- 워너크라이